# E2F
E2F è una famiglia di fattori di trascrizione presente negli eucarioti superiori. Tre proteine della famiglia sono attivatori: E2F1, E2F2 e E2F3a. Altre 6 sono soppressori: E2F3b, da E2F4 a E2F8. Tutte sono coinvolte nella regolazione del ciclo cellulare e in quella della sintesi del DNA. E2F lega  la sequenza consenso TTTCGCGC sul DNA, presente nel promotore del gene bersaglio.

## Famiglia E2F e struttura
Questi fattori di trascrizione possono presentare vari domini: il dominio legante la ciclina A (cyc A); il dominio legante il DNA (DBD); il dominio per la dimerizzazione con DP1 e 2 (DP1,2); il dominio di attivazione trascrizionale (TA); il dominio legante la pocket protein (PB). Le E2F attivatorie e la E2F3b, presentano tutti i domini sopraccitati. E2F4 e 5 mancano del dominio legante la ciclina A. E2F6 presenta solo il DBD e il DP1,2; infine le E2F7 e 8 presentano esclusivamente due domini DBD.
Qui si trovano la sequenza in Homo sapiens dell'E2F1 mRNA o della 
E2F1 proteina dal database dei nucleotidi e delle proteine dell'NCBI.

## Ruolo nel ciclo cellulare
I membri della famiglia E2F giocano un ruolo centrale nella transizione dalla fase G1 alla S nel ciclo cellulare dei mammiferi. Come fattore, attiva la trascrizione di cicline, Chinasi ciclina dipendenti (CDK), regolatori dei checkpoint del ciclo cellulare come (p14ARF), proteine per la riparazione e replicazione del DNA.

## Legame E2F/Rb
L'oncosoppressore Rb (o pRb) lega il fattore di trascrizione E2F-1, inibendone l'interazione con i complessi trascrizionali. In assenza di pRb (fosforilato da Cdk e inattivato), E2F-1, legandosi a DP-1, promuove la transattivazione dei geni bersaglio che facilitano la transizione G1/S. 